# Премия имени Л. А. Арцимовича
Премия имени Л. А. Арцимовича — премия, присуждаемая с 1992 года Отделением общей физики и астрономии Российской академии наук за выдающиеся работы по экспериментальной физике.

Премия названа в честь советского физика Л. А. Арцимовича.

## Лауреаты премии
По состоянию на 2022 год награда была вручена следующим учёным: 
- 1992 — Владимир Владимирович Аликаев — за цикл работ «Нагрев плазмы и генерация тока электронно-циклотронными волнами»
- 1992 — Юрий Валентинович Есипчук — за цикл работ «Нагрев плазмы и генерация тока электронно-циклотронными волнами»
- 1992 — Ксения Александровна Разумова — за цикл работ «Нагрев плазмы и генерация тока электронно-циклотронными волнами»
- 1995 — Михаил Вениаминович Незлин — за серию работ «Лабораторное моделирование крупномасштабных астрофизических и геофизических вихревых структур»
- 1998 — Виктор Евгеньевич Голант — за цикл работ «Исследование режимов улучшенного удержания плазмы в токамаке»
- 1998 — Сергей Владимирович Лебедев — за цикл работ «Исследование режимов улучшенного удержания плазмы в токамаке»
- 2001 — Эдуард Павлович Кругляков — за цикл работ «Экспериментальные исследования сильной ленгмюровской турбулентности в плазме с магнитным полем»
- 2001 — Леонид Николаевич Вячеславов — за цикл работ «Экспериментальные исследования сильной ленгмюровской турбулентности в плазме с магнитным полем»
- 2004 — Николай Никитович Бревнов — за цикл работ «Экспериментальные исследования плазмы в перстеньковых токамаках»
- 2004 — Анатолий Михайлович Стефановский — за цикл работ «Экспериментальные исследования плазмы в перстеньковых токамаках»
- 2004 — Анатолий Федорович Щербак — за цикл работ «Экспериментальные исследования плазмы в перстеньковых токамаках»
- 2007 — Александр Михайлович Белов — за цикл работ «Экспериментальное обоснование модели срыва в токамаках»
- 2007 — Сергей Васильевич Мирнов — за цикл работ «Экспериментальное обоснование модели срыва в токамаках»
- 2007 — Игорь Борисович Семенов — за цикл работ «Экспериментальное обоснование модели срыва в токамаках»
- 2010 — Игорь Николаевич Чугунов — за цикл работ «Гамма-спектроскопическая диагностика высокотемпературной плазмы»
- 2010 — Александр Евгеньевич Шевелев — за цикл работ «Гамма-спектроскопическая диагностика высокотемпературной плазмы»
- 2010 — Дмитрий Борисович Гин — за цикл работ «Гамма-спектроскопическая диагностика высокотемпературной плазмы»
- 2016 — Александр Владимирович Мельников — за цикл работ «Измерения электрического потенциала плазмы в тороидальных термоядерных установках методом зондирования пучком тяжелых ионов»
- 2016 — Леонид Геннадьевич Елисеев — за цикл работ «Измерения электрического потенциала плазмы в тороидальных термоядерных установках методом зондирования пучком тяжелых ионов»
- 2019 — Александр Александрович Иванов — за цикл работ «Нагрев и удержание плазмы с высоким относительным давлением в осесимметричной магнитной ловушке открытого типа»
- 2019 — Пётр Андреевич Багрянский — за цикл работ «Нагрев и удержание плазмы с высоким относительным давлением в осесимметричной магнитной ловушке открытого типа»
- 2019 — Александр Геннадиевич Шалашов — за цикл работ «Нагрев и удержание плазмы с высоким относительным давлением в осесимметричной магнитной ловушке открытого типа»
- 2022 — Сергей Владимирович Голубев — за цикл работ «Экспериментальное исследование ЭЦР разряда, поддерживаемого в осесимметрических магнитных ловушках мощным излучением миллиметрового диапазона длин волн, как сильноточного источника ионов»
- 2022 — Иван Владимирович Изотов — за цикл работ «Экспериментальное исследование ЭЦР разряда, поддерживаемого в осесимметрических магнитных ловушках мощным излучением миллиметрового диапазона длин волн, как сильноточного источника ионов»
- 2022 — Вадим Александрович Скалыга — за цикл работ «Экспериментальное исследование ЭЦР разряда, поддерживаемого в осесимметрических магнитных ловушках мощным излучением миллиметрового диапазона длин волн, как сильноточного источника ионов»